# Psathyropus
Psathyropus is een geslacht van hooiwagens uit de familie Sclerosomatidae.
De wetenschappelijke naam Psathyropus is voor het eerst geldig gepubliceerd door L. Koch in 1878. 

## Soorten
Psathyropus omvat de volgende 40 soorten:
- Psathyropus aurolucens
- Psathyropus bengalensis
- Psathyropus bilineata
- Psathyropus bimaculata
- Psathyropus biseriata
- Psathyropus cingulata
- Psathyropus conjugata
- Psathyropus conspicua
- Psathyropus cuprilucida
- Psathyropus damila
- Psathyropus distincta
- Psathyropus formosa
- Psathyropus granulata
- Psathyropus granulosa
- Psathyropus guttata
- Psathyropus hainanensis
- Psathyropus hirta
- Psathyropus hsuehshanensis
- Psathyropus koyamai
- Psathyropus luteomaculata
- Psathyropus mandalayia
- Psathyropus minax
- Psathyropus mysoreana
- Psathyropus nigra
- Psathyropus octomaculata
- Psathyropus perakana
- Psathyropus pustulata
- Psathyropus roeweri
- Psathyropus rufa
- Psathyropus rufoscuta
- Psathyropus satarensis
- Psathyropus silvestri
- Psathyropus sinensis
- Psathyropus sordidata
- Psathyropus sulcata
- Psathyropus tenuipes
- Psathyropus tenuis
- Psathyropus tongkingensis
- Psathyropus usuriensis
- Psathyropus versicolor